# Protium multiramiflorum
Protium multiramiflorum är en tvåhjärtbladig växtart som beskrevs av Cyrus Longworth Lundell. Protium multiramiflorum ingår i släktet Protium och familjen Burseraceae. Inga underarter finns listade i Catalogue of Life.